# Denis Houf
Denis Mathieu Houf (* 16. Februar 1932 in Fléron; † 7. Dezember 2012) war ein belgischer Fußballspieler.

## Karriere
Houf spielte während seiner aktiven Laufbahn für die beiden Lütticher Vereine Standard (1948–1964) und RFC (1964–1968). Mit Standard Lüttich wurde er dreimal belgischer Meister und einmal Pokalsieger.
Von 1954 bis 1961 absolvierte Houf 26 Länderspiele für die belgische Nationalmannschaft, in denen er fünf Tore erzielte. Er nahm an der Weltmeisterschaft 1954 in der Schweiz teil, wo er beim 4:4 n. V. gegen England zum Einsatz kam.

## Erfolge
- Belgischer Meister: 1958, 1961, 1963
- Belgischer Pokalsieger: 1955